# Mecysmauchenioides nordenskjoldi
Mecysmauchenioides nordenskjoldi är en spindelart som först beskrevs av Albert Tullgren 1901.  Mecysmauchenioides nordenskjoldi ingår i släktet Mecysmauchenioides och familjen Mecysmaucheniidae. Inga underarter finns listade i Catalogue of Life.